# Fédération des industries du cinéma, de l'audiovisuel et du multimédia
Fédération des industries du cinéma, de l'audiovisuel et du multimédia (tj. Federace kinematografického, audiovizuálního a multimediálního průmyslu) zkráceně Ficam je francouzská odborová organizace zaměstnavatelů.

## Objekt
Ficam je zaměstnavatelská odborová organizace, jejíž činnost pokrývá veškeré řemeslné a technické know-how audiovize, která v roce 2015 sdružovala více než 150 společností.
Společnosti Ficamu představovaly v roce 2014 celkový obrat ve výši jedné miliardy eur a zaměstnávaly více než 10 000 lidí.

## Poslání
Ficam zajišťuje obranu a prosazování zájmů technického kreativního průmyslu.

## Vnitřní struktura
Ficam je organizován do komisí:
- Sociální komise
- Komise pro sledování obchodů a trhů
- Technická, výzkumná a inovační komise
- Komise pro právní finanční zdroje

## Členové
Ficam sdružuje více než sto společností, jejichž činnost pokrývá všechny profese a technické know-how v oblasti audiovize.
Členy jsou buď společnosti, nebo přidružení členové, jejichž seznam je pravidelně aktualizován.